# Unterseeboot 982
L'Unterseeboot 982 ou U-982 est un sous-marin allemand (U-Boot) de type VIIC utilisé par la Kriegsmarine pendant la Seconde Guerre mondiale.
Le sous-marin fut commandé le 5 juin 1941 à Hambourg (Blohm + Voss), sa quille fut posée le 24 août 1942, il fut lancé le 29 avril 1943 et mis en service le 10 juin 1943, sous le commandement de l'Oberleutnant zur See Edmund Grochowiak.
L'U-982 n'endommagea ou ne coula aucun navire au cours de l'unique patrouille (30 jours en mer) qu'il effectua.
Il est détruit à Hambourg par un bombardement britannique, en avril 1945.

## Conception
Unterseeboot type VII, l'U-982 avait un déplacement de 769 tonnes en surface et 871 tonnes en plongée. Il avait une longueur totale de 67,10 m, un maître-bau de 6,20 m, une hauteur de 9,60 m et un tirant d'eau de 4,74 m. Le sous-marin était propulsé par deux hélices de 1,23 m, deux moteurs diesel Germaniawerft M6V 40/46 de 6 cylindres en ligne de 1 400 cv à 470 tr/min, produisant un total de 2 060 à 2 350 kW en surface et de deux moteurs électriques Brown, Boveri & Cie GG UB 720/8 de 375 cv à 295 tr/min, produisant un total 550 kW, en plongée. Le sous-marin avait une vitesse en surface de 17,7 nœuds (32,8 km/h) et une vitesse de 7,6 nœuds (14,1 km/h) en plongée. Immergé, il avait un rayon d'action de 80 milles marins (150 km) à 4 nœuds (7,4 km/h; 4,6 milles par heure) et pouvait atteindre une profondeur de 230 m. En surface son rayon d'action était de 8 500 milles nautiques (soit 15 700 km) à 10 nœuds (19 km/h).
L'U-982 était équipé de cinq tubes lance-torpilles de 53,3 cm (quatre montés à l'avant et un à l'arrière) et embarquait quatorze torpilles. Il était équipé d'un canon de 8,8 cm SK C/35 (220 coups), d'un canon antiaérien de 20 mm Flak et d'un canon 37 mm Flak M/42 qui tire à 15 350 mètres avec une cadence théorique de 50 coups par minute. Il pouvait transporter 26 mines TMA ou 39 mines TMB. Son équipage comprenait 4 officiers et 40 à 56 sous-mariniers.

## Historique
Il reçut sa formation de base au sein de la 5. Unterseebootsflottille, puis il intégra sa formation de combat dans la 6. Unterseebootsflottille jusqu'au 1er juillet 1944. Il opéra ensuite dans la 24. Unterseebootsflottille et dans la 31. Unterseebootsflottille comme formation d'entrainement.
Son unique patrouille de guerre se déroule du 10 juin au 28 juin 1944, soit 19 jours en mer. L'U-982 navigue en mer du Nord, sans succès.
Il sert de navire de formation pour les équipages jusqu'au 9 avril 1945. Date à laquelle il est détruit lors d'un bombardement britannique du RAF Bomber Command dans l'alvéole no 5 de la base sous-marine Fink II de Hamburg-Finkenwerder, à la position 53° 32′ 06″ N, 9° 51′ 03″ E.
Ce bombardement ne fait aucune victime parmi l'équipage de l'U-982. L'épave est démolie après la guerre.

## Affectations
- 5. Unterseebootsflottille du 10 juin 1943 au 31 janvier 1944 (Période de formation).
- 6. Unterseebootsflottille du 1er février 1944 au 1er juillet 1944 (Unité combattante).
- 24. Unterseebootsflottille du 1er juillet 1944 au 28 février 1945 (Période de formation).
- 31. Unterseebootsflottille du 1er mars 1945 au 9 avril 1945 (Période de formation).

## Commandement
- Kapitänleutnant Edmund Grochowiak du 10 juin 1943 au 11 avril 1944.
- Oberleutnant zur See Ernst-Werner Schwirley du 12 avril 1944 au 15 juillet 1944.
- Oberleutnant zur See Curt Hartmann du 16 juillet 1944 au 9 avril 1945.

## Patrouille(s)
|       | Commandant                   | Départ         | Départ    | Arrivée          | Arrivée   | Jours    | Succès |
| ----- | ---------------------------- | -------------- | --------- | ---------------- | --------- | -------- | ------ |
|       | Oblt. Ernst-Werner Schwirley | 3 juin 1944    | Kiel      | 5 juin 1944      | Egersund  | 3 jours  |        |
| 1     | Oblt. Ernst-Werner Schwirley | 10 juin 1944   | Egersund  | 28 juin 1944     | Haugesund | 19 jours |        |
|       | Oblt. Ernst-Werner Schwirley | 29 juin 1944   | Haugesund | 1er juillet 1944 | Bergen    | 3 jours  |        |
|       | Oblt. Ernst-Werner Schwirley | 3 juillet 1944 | Bergen    | 4 juillet 1944   | Marviken  | 2 jours  |        |
|       | Oblt. Ernst-Werner Schwirley | 6 juillet 1944 | Marviken  | 8 juillet 1944   | Kiel      | 3 jours  |        |
| Total | Total                        | Total          | Total     | Total            | Total     | 30 jours | 0 t    |

Note : Oblt. = Oberleutnant zur See